# 中ノ峯古墳
中ノ峯古墳（なかのみねこふん）は、群馬県渋川市北牧（きたもく）にある古墳。形状は円墳。群馬県指定史跡に指定されている。

## 概要
群馬県中部、子持山南麓裾部において吾妻川が切った崖上縁辺の傾斜面に築造された小円墳である。榛名山二ッ岳の噴火に伴う火山灰層（Hr-FA、6世紀初頭）直上に位置し、2度目の噴火に伴う軽石層（Hr-FP、6世紀中葉）に埋没しほぼ完存する状態で検出されている。1979年（昭和54年）に軽石採取に伴って発見・一部破壊され、その後に発掘調査が実施されている。
墳形は低平な円形で、直径9メートル（頂部直径7メートル）、高さ1.95メートル（谷側）・0.70メートル（山側）を測り、墳頂部には平坦面を有する。墳丘表面には葺石が認められるが、埴輪は認められない。また墳丘周囲には幅1.50メートルのテラスおよび周濠が巡らされる。埋葬施設は小型の無袖式の横穴式石室で、南方向に開口する。石室内からは人骨4体のほか、玉類・大刀・鉄鏃・須恵器などの副葬品が検出されている。築造時期は古墳時代後期の6世紀中葉頃と推定され、6世紀末葉頃までの追葬が認められる。
古墳域は1980年（昭和55年）に群馬県指定史跡に指定されている。

## 埋葬施設

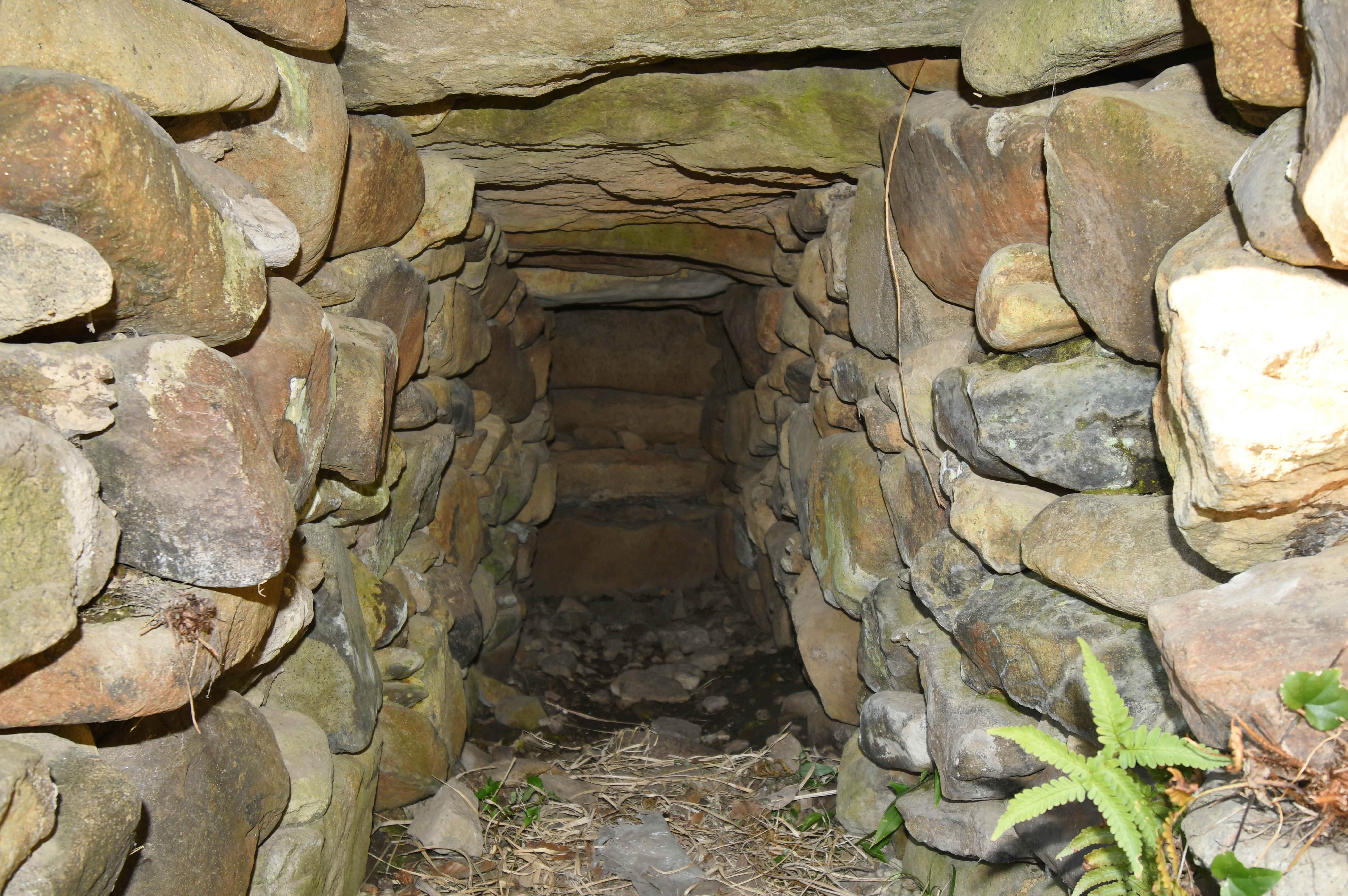
石室内部

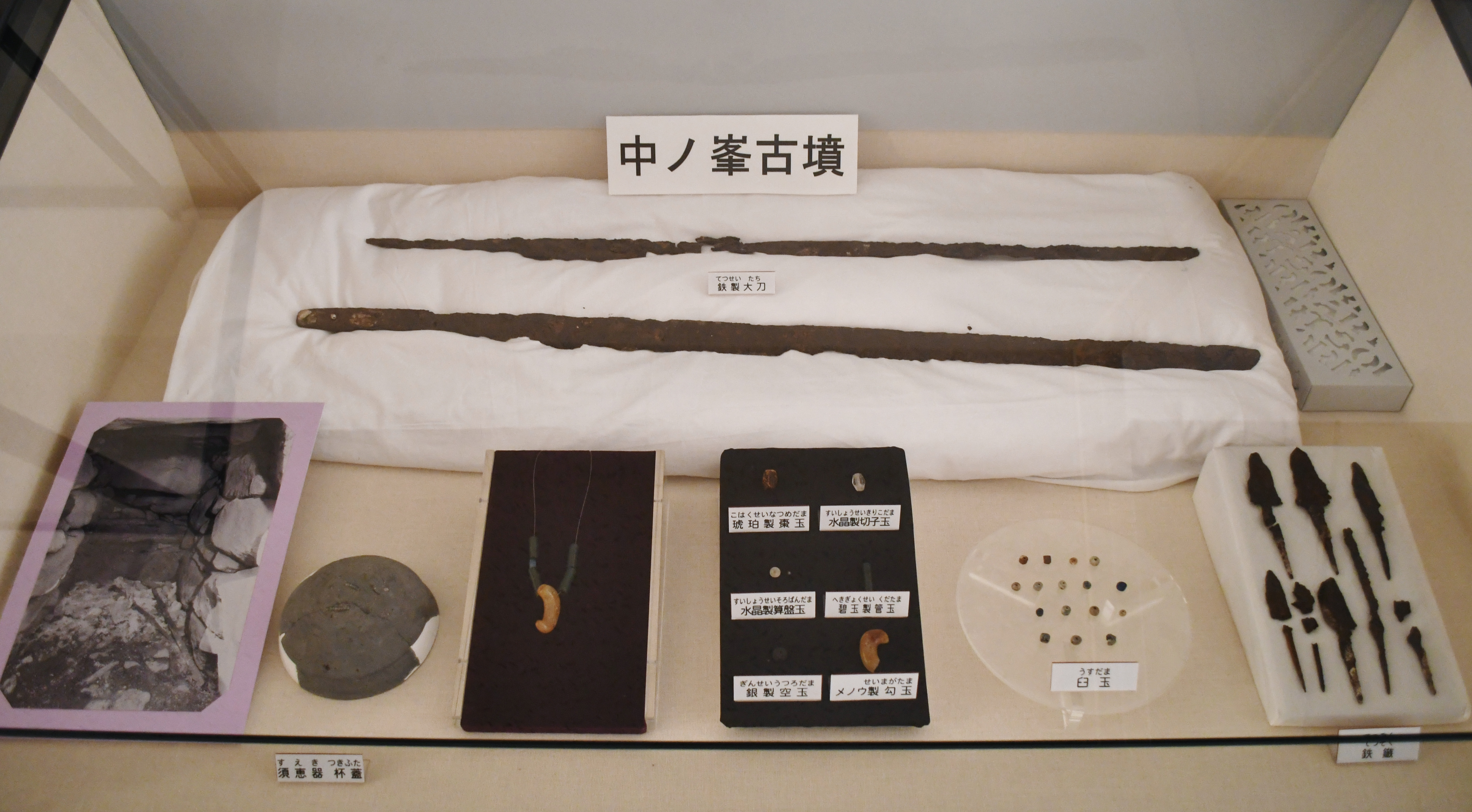
出土品渋川市埋蔵文化財センター展示。

埋葬施設としては無袖式横穴式石室が構築されており、南方向に開口する。石室の規模は次の通り。
- 石室全体：長さ5メートル、幅0.86メートル（奥壁）・幅0.76メートル（入口部）、高さ1.3メートル
- 埋葬部：3メートル

石室の石材は自然石で、乱石積みによって構築される。石室の構築にあたっては1尺を25センチメートルとする晋尺の使用が推定される。
石室内からは、埋葬部では人骨4体（成人3体・幼児1体）のほか、玉類（勾玉3・管玉6・切子玉1・算盤玉1・棗玉1・臼玉15・銀製中空丸玉1）・鉄刀2・鉄鏃9・刀子2・両頭座金付留金具3が、入り口部では須恵器（横瓶1・坏蓋1）が検出されている。

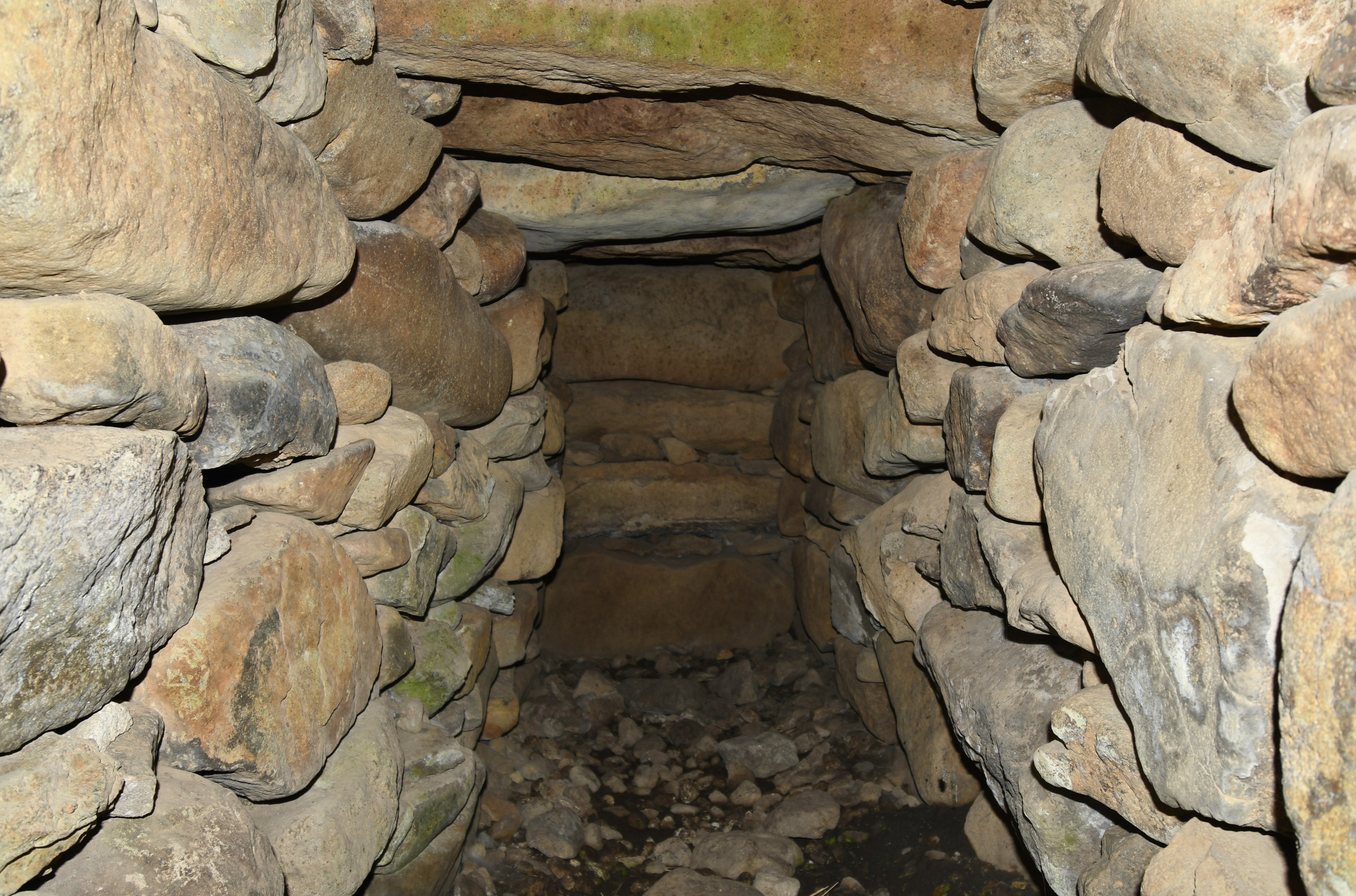
石室 埋葬部（奥壁方向）
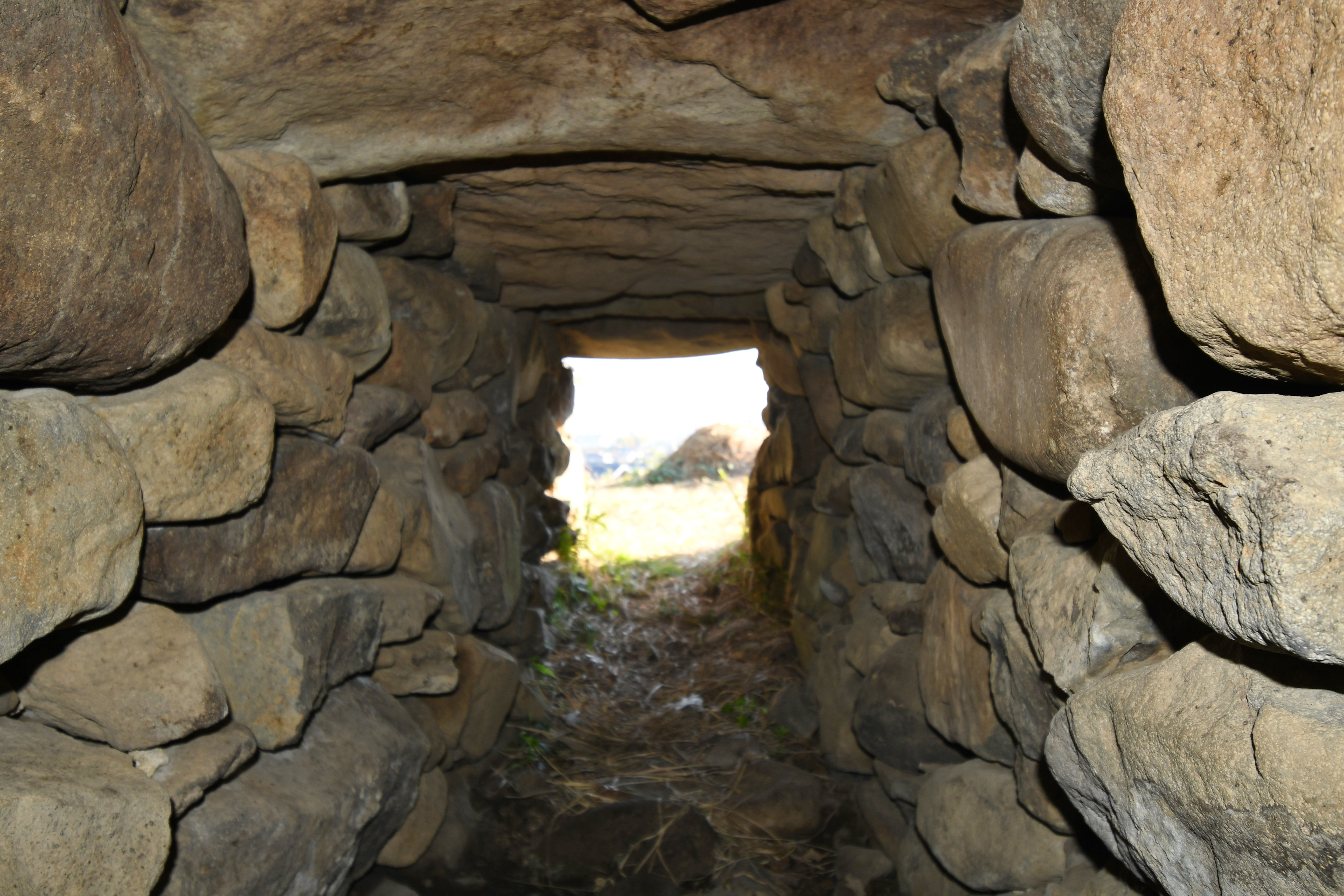
石室（開口部方向）
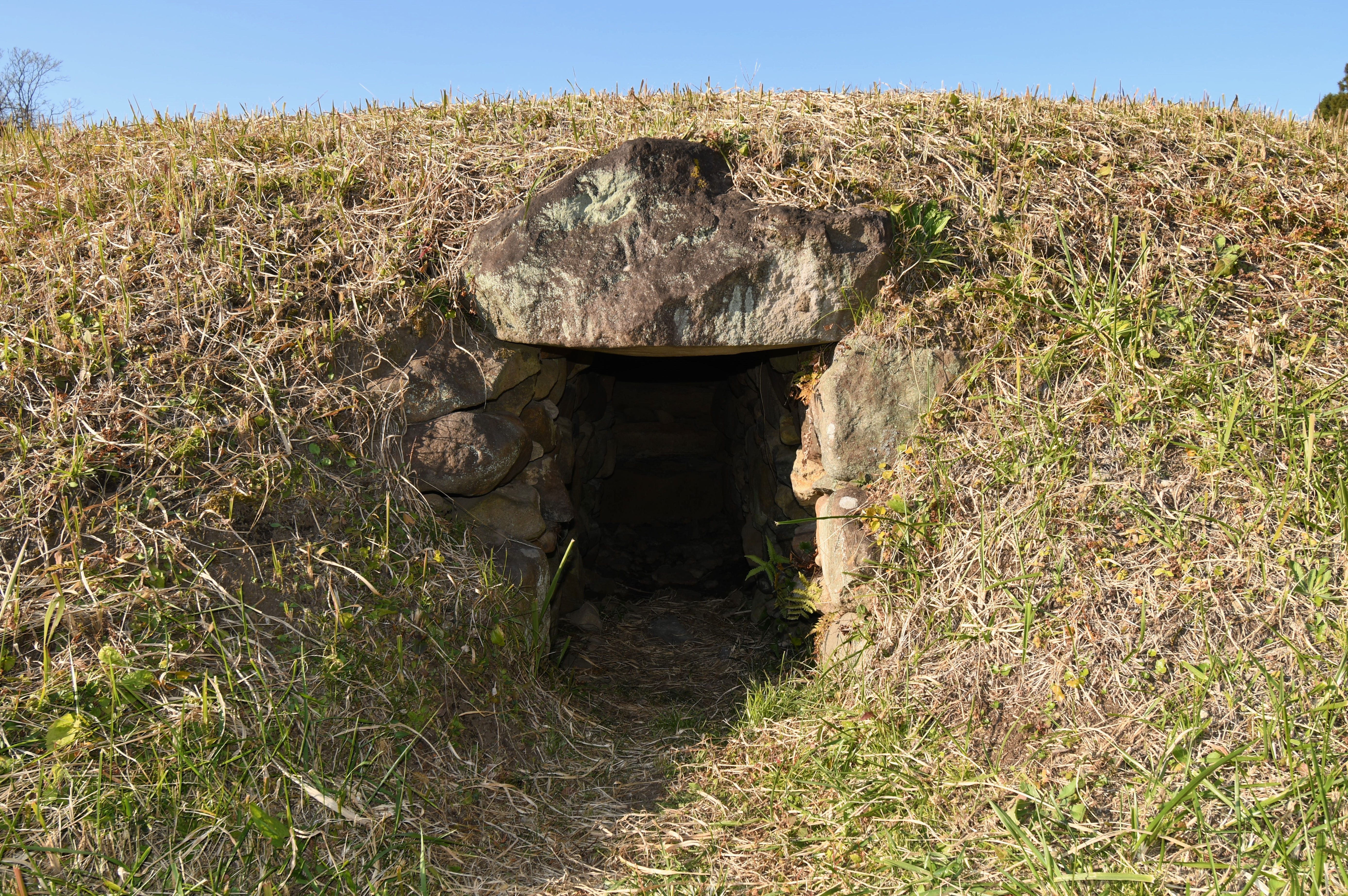
開口部

## 文化財

### 群馬県指定文化財
- 史跡
  - 中ノ峯古墳 - 1980年（昭和55年）4月30日指定[3]。

## 関連施設
- 渋川市埋蔵文化財センター（渋川市北橘町真壁、渋川市北橘行政センター2階） - 中ノ峯古墳出土品等を保管・展示。

## 関連文献
（記事執筆に使用していない関連文献）
- 『中ノ峯古墳発掘調査報告書 -軽石中より発見された古墳-（子持村文化財調査報告 第1集）』子持村教育委員会、1980年。